# 漁人的搏鬥
《漁人的搏鬥》（英語：Deadliest Catch，港譯《驚濤蟹浪》），為美國製作公司Original Productions為探索頻道製播的真人實境節目，紀錄捕蟹船在白令海捕蟹季節時捕捉阿拉斯加帝王蟹、武裝深海蟹的經過，該節目分別在兩個捕蟹季節：阿拉斯加帝王蟹季、武裝深海蟹季時隨著捕蟹船隊在船上拍攝。
由於在此地從事商業捕魚的過程可能涉及生命危險，所以在台灣的探索頻道以中文《漁人的搏鬥》來命名此影集，亞洲電視亦外購版權在香港播放，並改以中文《驚濤蟹浪》來命名。台灣則由MyVideo自2020年8月24日起同步上架第十六季、第十七季，第十八季於2022年9月15日起每週三更新上架。

## 主要內容
商業捕魚早就被認為是美國最危險的工作之一。節目的主要獲利蟹種阿拉斯加帝王蟹是全球最大的螃蟹品種，但數量較少，分為紅蟹跟藍蟹兩個亞種，每隻帝王蟹的平均重量約為2.5到4.5公斤，帝王蟹的售價約為每公斤8美元，若捕上的帝王蟹磅數足夠則每隻帝王蟹通常可以獲利23到39美元；另一主要獲利蟹種武裝深海蟹則較為小型，但數量甚多，每隻武裝深海蟹的平均重量約為0.5到1.5公斤，武裝深海蟹的售價約為每公斤3美元，若捕上的武裝深海蟹磅數足夠則每隻武裝深海蟹通常可以獲利1.5到4.5美元。
帝王蟹季約於每年10月中旬在美國魚類及野生動物管理局公佈後可以合法捕撈後正式展開，雖然也公佈了武裝深海蟹正式開始，但是基於經濟價值及市場需求，多數捕蟹船通常會選擇先捕撈利潤較為豐厚的帝王蟹，等到美國政府公告帝王蟹季結束後，才在隔年1月出海撈捕武裝深海蟹。
捕蟹船的捕蟹工具為重達350公斤的鐵製捕蟹籠，捕蟹籠的中央掛上內藏鱈魚、鯡魚、沙丁魚碎肉的餌袋，投入海平面下約150公尺處，藉以吸引蟹群前來覓食，由於蟹群每年的遷徙模式非常不固定，而且也不會顯示在船上的雷達中，也因此每艘捕蟹船的船長都必須憑自己的經驗、直覺、及運氣來找出蟹群經過的地點然後設下捕蟹籠開始誘捕。
從事商業捕魚是非常危險的工作，由於白令海的捕蟹季節在每年的冬天，此時的北極圈經常出現風暴，常常使得海面上的風浪交加，增加了捕蟹船在船上作業的工作難度，船員若稍微不注意往往很容易賠上性命，但是因為帝王蟹及武裝深海蟹的價格非常可觀，曾有捕蟹船船員提及只要捕撈到兩籠螃蟹便足以到夏威夷旅行。

## 环境
冬天的白令海水域經常出現北極圈風暴。從北極直撲而來的極圈風暴，讓身處在捕蟹船上的船員只能在零度左右並且降著細雪的嚴寒氣溫底下工作，不時面臨時速每小時超過26公里的強風，以及垂直起伏高度達10公尺以上巨浪的侵襲，此種天氣現象讓人深刻地感受到大自然的駭人力量以及人類的渺小。在此海域上的商業捕魚漁船若稍不留意天氣很可能會發生嚴重的意外事故，例如巨浪侵襲捕蟹船後常伴隨大量海水湧進甲板，加上低溫這些海水極可能使船上捕蟹籠及船舷結冰，此時在甲板上的捕蟹船水手就要停止捕蟹，開始拿起大槌敲打捕蟹籠及船舷上的冰塊，努力清理這些冰塊並將之移往海中，若不這樣作一旦冰塊過度凝結在捕蟹籠及船舷上，加上這些為數甚多的捕蟹籠往往以數層堆疊的方式集中放置在船體前端，這些冰塊所造成的巨大重量將會過度集中在船體前端，進而導致船體瞬間失去重心而翻覆，（事實上至今已發生過多次船隻翻覆導致船長與船員喪生的嚴重意外），所以在捕蟹船上的水手一定會把移除這些冰塊當作第一優先的工作，另外也有過船員被大浪捲下海喪生的例子，船員因為大浪衝擊在船上摔倒或撞到物品受傷更是如同家常便飯之事，確實是非常危險的工作（而且除非是可能危及生命的嚴重傷勢，不然即使受傷，船員都只能休息幾小時就繼續工作）。

## 各捕蟹船船長及成員
- 西北號
  - 席格·韓森（船長）
  - 艾德格·韓森（甲板領班、輪機長、為船長之弟，有時會代替船長掌舵，但尚未被哥哥認可為候補船長）
  - 諾曼·韓森（船員、副輪機長、為船長之弟）
  - 尼克·瑪弗（船員）
  - 馬特·布萊德利（船員）
  - 傑克·安德森（船員）
  - 傑克·哈利斯（船員）
- 時光大盜號
  - 強納森·西爾史川（船長、捕帝王蟹時負責掌舵）
  - 安迪·西爾史川（船長、捕松葉蟹時負責掌舵、為強納森之弟）
  - 尼爾·西爾史川（輪機長，兩位船長的弟弟，他不是船長，但大部分時間都待在駕駛室，當有一位船長不在船上時，由他負責注意海上狀況）
  - 史考特·西爾史川（船員，為強納森船長之子）
  - 艾迪·烏偉庫蘭尼（船員）
  - 麥克·弗塔挪（船員）
  - 崔瑞斯·洛夫蘭（船員）
  - 喬許·哈利斯（船員）
- 海溪號
  - 史考特·坎伯二世（船長）
  - 鮑柏·波基（候補船長、負責在船長因腎結石劇痛、及須要輪班睡眠不能視事時掌舵、輪機長）
  - 馬克·懷特（船員）
  - 德瑞克·海伊斯特（船員）
  - 克里斯·瓦蘭屈（船員、綽號：傲慢）
  - 喬塞斯·馬倫理斯（船員）
- 巫師號
  - 基斯·柯本（船長）
  - 蒙堤·柯本（候補船長、負責在船長因長期開船須要輪班睡眠時掌舵、為船長之弟）
  - 格瑞·索柏（大副）
  - 藍尼·雷坎挪夫（輪機長）
  - 林恩·吉塔德（船員）
  - 丹尼·馬基（船員）
  - 弗萊迪·瑪蓋塔（船員）
- 科迪亞克號
  - 野人比爾·威克洛司基（船長）
  - 麥克·汎德福爾特（輪機長）
  - 強森·雷瓦特（船員）
  - 尼克·摩羅（船員）
  - 喬許·沃克（船員）
- 流浪玫瑰號
  - 艾略特·尼斯（船長）
  - 安羅·史提挪（輪機長）
  - 凱文·查維斯（船員）
  - 法羅薩·伊歐魯亞羅（船員）
  - 提姆·羅文斯（船員）
  - 詹姆斯·克瑞爾（船員）
  - 約翰·卡波（船員）

## 節目播放
本節目於探索頻道播出，香港的亞洲電視亦外購版權於每個星期六的晚上10時在國際台播出。
台灣的myVideo亦於2021年9月16日起跟播第17季。

## 關連項目
- 劍旗魚之海上交鋒

## 外部連結
- 英文官方網站 （页面存档备份，存于）（英文）
- 製作公司origprod（英文）